# استروویچا
اُستِرُویچا روستایی در کشور کرواسی و شهرستان زادار است که براساس سرشماری‌ای در سال ۲۰۱۱ ۸۶ نفر جمعیت دارد است.
در نزدیکی دهکده، قلعه‌ای تاریخی به نام «ویران‌شدهٔ قرون وسطایی» وجود دارد که از آنِ خانوادهٔ اشرافیِ شوبیچ بوده است.